# 陳文 (明將領)
陳文（1325年—1384年），安徽合肥人，明朝初期軍事將領。東海侯。
其早年喪父，對母十分孝順，元末期間帶領全家投奔朱元璋，并跟隨朱元璋南征北戰，升任都督僉事。死時，追封東海侯，諡孝勇。明朝大臣中得“孝”諡號的，只有陳文一人。